# Микитамяэ
Ми́китамяэ (эст. Mikitamäe) — деревня в волости Сетомаа уезда Вырумаа, Эстония. Исторически относится к нулку Полода.
До реформы местных самоуправлений Эстонии 2017 года деревня входила в состав волости Микитамяэ (упразднена) и была её административным центром.

## География и описание
Расположена в 36 километрах к северо-востоку от уездного центра — города Выру — и в 7 километрах к северо-западу от волостного центра — посёлка Вярска. Расстояние до залива Вярска Чудско-Псковского озера — 3 км. Высота над уровнем моря — 37 метров.
Климат переходный от морского к континентальному. Официальный язык — эстонский. Почтовый индекс — 64301.

## Население
По данным переписи населения 2021 года, в Микитамяэ насчитывалось 263 жителя, из них 218 (83,5 %) — эстонцы (сету в перечне национальностей выделены не были).
По данным переписи населения 2011 года, в деревне проживали 267 человек, из них 250 (93,6 %) — эстонцы (сету в перечне национальностей выделены не были).
Численность населения деревни Микитамяэ по данным по данным переписей населения СССР и Департамента статистики Эстонии:
| Год  | 1959 | 1970  | 1979  | 1989  | 1993  | 2000  | 2011  | 2017  | 2018  | 2019  | 2021  |
| ---- | ---- | ----- | ----- | ----- | ----- | ----- | ----- | ----- | ----- | ----- | ----- |
| Чел. | 203  | ↗ 242 | ↗ 307 | ↗ 368 | ↗ 404 | ↘ 355 | ↘ 267 | ↘ 235 | → 235 | ↗ 243 | ↗ 263 |

## История
Первое упоминание о деревне относится к 1500 году — тогда она называлась Никитина Гора. В источниках 1585 года онп упоминается как Микиткино, 1686 года — Микитина, прим. 1790 года — Никитина гора, 1886 года — Mikitämäe, 1903 года — Mikitamäe, Mikita mäe, 1904 года — Mikitämäe, Ники́тина Гора́, 1922 года — Nikitino-Gora, 2002 года — Miḱtämäe.
На военно-топографических картах Российской империи (1846–1863 годы), в состав которой входила Лифляндская губерния, деревня обозначена как Никитина Гора.
Ливонская и Русско-польская войны привели к большим человеческим жертвам и разрушениям в Сетумаа. В счётных книгах XVII века напротив названий многих деревень было пустое место. В радиусе 2–8 километров от Микитамяэ было 28 деревень, где не было жителей. Многие деревни были сожжены.
В 1652 году деревня принадлежала приказу Рысна (Rõsna) Псково-Печерского монастыря, в середине XVIII века деревня принадлежала этому же монастырю, в XIX веке входила в общину Селизе (Selise) и относилась к приходу Вярска (Värska).
Примерно с 1680 года деревня принадлежала как вотчина дворянину Никите Тимошееву, который позже передал её своему сыну Ивану. В 1744 году Тимошеевы деревню продали. В 1872 году в деревне насчитывалось 20 домов, 106 жителей, из них 49 — мужчины и 57 — женщины. В 1902 году в Микитамяэ проживало 197 человек, из них мужчин — 94 и женщин — 103.
До подписания 2 февраля 1920 года Тартуского мирного договора деревня входила в состав Слободской волости Псковского уезда Псковской губернии РСФСР.
В 1922 году на основе северной части волости Лоботка (Lobotka) была образована волость Микитамяэ, в 1923 году её переименовали в волость Мяэ (Mäe). С 1950 года деревня относилась к Микитамяэскому сельсовету (Mikitamäe külanõukogu), в 1992 году была вновь образована волость.
В 1958 году был образован совхоз «Выханду» с центральной усадьбой в Микитамяэ. В 1978 году численность работников совхоза составляла 361 человек.
В 1977 году, в период кампании по укрупнению деревень, с Микитамяэ была объединена деревня Соэлаане (в источниках 1950—1970 годов эст. Soelaane, на местном говоре Soelaanõ).
В центре деревни находится подземное кладбище XIII века, где хоронили до XIX века включительно.

## Инфраструктура
В деревне есть основная школа-детский сад, библиотека, Микитамяэский центр услуг, в котором в числе прочих работает специалист по социальной работе, Молодёжный центр, дом престарелых, магазины Coop и Mikitamäe AjaO.
В деревне работают женская танцевальная группа «Полода пийгад» (Poloda piigad), смешанная танцевальная группа «Хыбехаль» (Hõbehall) и хор «Хельмине» (Helmine).

### Школа Микитамяэ
Школа в Микитамяэ была открыта в 1912 году. Школьное здание построил за свой счёт житель деревни Семён Рейзенгоф (Semjon Reisengof). В школе были две большие классные комнаты, учительская и подсобные помещения. Школа была 3-классная, с русским языком обучения, в ней учились дети сету. Первым директором школы была Мария Андреева.
В 1954 году было построено новое школьное здание, в 1989 году школа стала называться Основная школа Микитамяэ, в 2007 году она была объединена с детским садом Микитамяэ и получила название Микитамяэская школа (Mikitamäe Kool).

## Часовни сету
В деревне находятся две сетуские часовни (на диалекте сету — цяссон): старая и новая.
Старая часовня ранее находилась на кладбище Микитамяэ у дороги Тарту—Печоры. Захоронения на деревенском кладбище были завершены в 1830—1840 годах, и часовню в 1960-х годах перенесли на сотню метров к югу.
В конце 1990-х годов было решено, что старая часовня не подлежит восстановлению, и началось строительство новой часовни, которое завершилось в 1998 году.
В начале 2000-х годов было организовано изучение и реставрация старой часовни. Дендролого-хронологические исследования показали, что часовня, вероятнее всего, была построена в 1694 году. Летом 2009 года реставрация часовни была завершена, и она была заново освящена. Таким образом, старая часовня Микитамяэ является старейшим деревянным строением в материковой Эстонии. На эстонских островах старейшим сохранившимся деревянным сооружением является старая церковь Рухну (1643—1644 годы).
В настоящее время старая часовня закрыта, для церковных обрядов используется только новая часовня.
Как старая, так и новая часовня в народе называются Микитамяэская часовня Фомина воскресенья (эст. Mikitamäe Toomapühapaeva tsässon).

## Происхождение топонима
Топоним состоит из двух частей: личное имя Микита (Mikita) + mägi ~ mäe (с эст. — «гора»). Начальная часть Микк-, также как и имя народности сету Микк, произошла от русского мужского личного имени Микита, которое является народной вариацией имени Никита. Это имя имеет греческое происхождение: греч. Νικήτας (Niketas) — «победитель». На Псковщине смена буквы ′н′ на ′м′ произошла не позднее 16-го столетия.

## Галерея
- Деревня Микитамяэ
- Центр деревни
- Пункт обслуживания волостной управы Сетомаа
- Памятный камень деревне и кладбищу Микитамяэ, установлен в 1994 году
- Праздник Королевства сету, 2006 год
- Старый цяссон
- Новый цяссон
- Домохозяйство
- Пруды и место для купания

## Комментарии
1. ↑  Эстонские топонимы, оканчивающиеся на -а, не склоняются и не имеют женского рода (исключение — Нарва)[7].